# Hans Sebinger
Johann „Hans“ Sebinger (* 6. August 1898 in Bachsdorf bei Lebring; † 14. Juli 1981 in Linz) war ein österreichischer Politiker (ÖVP) und Landesbeamter. Er war von 1949 bis 1962 Abgeordneter zum österreichischen Nationalrat.

## Leben und Wirken
Johann Sebinger wurde am 6. August 1898 als Sohn des Grundbesitzers und Eisenbahnvorarbeiters Johann Sebinger und dessen Ehefrau Maria (geborene Kupfer) in Bachsdorf bei Lebring geboren und am 7. August 1898 auf den Namen Johann getauft.
Sein damals 36-jähriger Vater hatte am 4. Mai 1899 bei einem Arbeitsunfall seinen rechten Arm verloren, nachdem er von einem Lastenzug erfasst und überfahren worden war. Seit 1896 gehörte sein Vater der in diesem Jahr gegründeten Freiwilligen Feuerwehr von St. Margarethen bei Lebring an und saß dabei in deren Ausschuss.
Sebinger besuchte die Volksschule und bis 1915 das Knabenseminar in Graz. Danach versah er seinen Militärdienst während des Ersten Weltkriegs und arbeitete danach in der elterlichen Wirtschaft mit. Am 29. März 1921 heiratete er in seiner Heimatpfarre die damals 16-jährige Grundbesitzerstochter Maria Fruhmann (* 9. August 1904; † 11. Juni 1974 in Linz). Sein Vater war zu diesem Zeitpunkt nicht mehr am Leben. Bereits in den 1920er Jahren war Sebinger im Republikanischen Schutzbund und im Österreichischen Reichsbauernbund aktiv, war als bündlerischer Wanderredner tätig und schrieb Artikel für die Wochenzeitung Landheimat oder die noch seltener erscheinende
Bauernstimme.
Das Grazer Volksblatt berichtete in seiner Ausgabe vom 17. April 1926, dass sich Sebinger von der Bündlerpartei abgewandt hätte und sich der sozialdemokratischen Partei anschließen wollte. Diese hätte ihn jedoch, nach Rücksprache mit einem Vertrauensmann, abgewiesen, woraufhin er bei der bündlerischen Parteileitung in Graz gemeldet und aus der Partei entfernt worden sein soll. In der Ausgabe des Grazer Volksblatts vom 22. April 1926 dementierte er diese Vorwürfe und gab bekannt, dass er seine Tätigkeit als Wanderredner aus freiwilligen Stücken eingestellt habe, da sich seine Landwirtschaft vergrößert hätte, wofür er nun mehr Arbeit aufbringen müsse.
Von 1931 bis 1934 war Sebinger Angestellter des Landbundes, bei dessen Veranstaltungen er in den Jahren davor bereits des Öfteren Reden gehalten hatte und sich über den er Landbund im Dezember 1929 für die Bauernwehr starkgemacht hatte. Darüber hinaus war Sebinger, der nach wie vor seine Landwirtschaft in Radlingen betreute, Kammerrat und Obmann-Stellvertreter der Leibnitzer Bezirksbauernkammer. Später war er zeitweilig Verwalter einer Rednerschule des Landbundes in Lassee und arbeitete zwischen 1934 und 1935 für die Oberösterreichische Volkszeitung. Um das Jahr 1934 lebte er in Ried im Innkreis, gehörte hier dem Innviertler Landbund an und verfasste regelmäßig Artikel in der Innviertler Volkszeitung.
Mit der Versetzung des Landesstraßenmeisters Franz Neubauer von Engelhartszell nach Raab wurde Sebinger im Oktober 1935 als dessen Nachfolger im Gerichtsbezirk Engelhartszell bestimmt und war fortan Angestellter des Amts der Oberösterreichischen Landesregierung. Ebenfalls um das Jahr 1935 fungierte er im genannten Bezirk als Bezirkswerbeleiter der Vaterländischen Front. Als Propagandareferent hielt er in der Folgezeit regelmäßige Ansprachen im Gebiet um Engelhartszell. Im September 1936 wurde auf Anregung Sebingers auf einer Anhöhe am rechten Ufer der Donau, westlich von Engelhartszell gelegen, zu Ehren von Engelbert Dollfuß ein Dollfußkreuz errichtet.
Am 1. Jänner 1937 wurde er als Straßenmeister beurlaubt, übernahm die Funktion des Sekretärs der Vaterländischen Front für den Gau Linz-Stadt. und übersiedelte nach Linz-Urfahr. Als Gausekretär der VF hielt er daraufhin Reden in ganz Oberösterreich. Nach dem Anschluss Österreichs wurde er bereits am 13. März 1938 verhaftet, jedoch vorerst entlassen. Danach wurde er am 1. Mai 1938 neuerlich verhaftet und bis zum 30. August 1940 im KZ Dachau interniert. Zudem war er Häftling im KZ Flossenbürg; insgesamt verbrachte er 30 Monate in Konzentrationslagern.
Nach dem Zweiten Weltkrieg wurde Sebinger erneut Landesbeamter. Im Zuge der Bestellung von Josef Heinrich Sommer zum Leiter des Amtes des Staatsbeauftragten für das in der russischen Besatzungszone von Oberösterreich gelegene Mühlviertel wurde Sebinger neben Ludwig Hiermann, Balthasar Gierlinger, Konrad Richter, Josef Stadlbauer, Fritz Kammerer oder Josef Lang zu einem der siebe Beisitzer gewählt. Sebinger gehörte zwischen August 1945 und dem 31. Dezember 1953 als Beisitzer der Zivilverwaltung Mühlviertel an und war vom 1. August 1945 bis zum 15. August 1955 Sicherheitsdirektor des Mühlviertels sowie Referent für Sicherheit bei der Zivilverwaltung Mühlviertel. Im November 1945 wurde Sebinger im Wahlvorschlag der ÖVP Oberösterreich als einer der Kandidaten für den Nationalrat genannt, schaffte jedoch erst bei der darauffolgenden Wahl den Einzug in diesen. Ab dem Jahr 1945 gehörte Sebinger auch dem Vorstand der oberösterreichischen Landesvertretung der Volkssolidarität, die sich in dieser Zeit unter anderem um den Abtransport der nach der Befreiung in Linz „gestrandeten“ KZ-Häftlinge zurück in deren jeweilige Heimat bemühte.
Bei der Silbernen Hochzeit mit seiner Maria waren im März 1946 zahlreiche ranghohe Politiker wie Landeshauptmann Heinrich Gleißner oder Landesrat Johann Blöchl und ebenso ranghohe Gendarmeriebeamte zugegen. Im September 1946 wurde der gebürtige Steirer als Fachreferent für Presse, Bildung und Propaganda in die oberösterreichische Landesleitung des Österreichischen Arbeiter- und Angestelltenbunds (ÖAAB) gewählt. Anfang November 1946 war Sebinger in das Ministerium für Vermögenssicherung und Wirtschaftsplanung nach Wien berufen worden, weshalb der bisherige Landesgendarmeriekommandant Renolder während Sebingers Abwesenheit dessen Agenden übernahm.
Im Juli 1949 war Sebinger ohne sein Wissen oder seinem Einverständnis in den Vorstand eines Bunds österreichischer Patrioten gewählt worden. Er selbst hätte erst im Februar 1950 davon erfahren und umgehend den Verein und die zuständige Behörde verständigt, dass die Wahl ohne sein Wissen erfolgt sei und er diese nicht annehmen würde. Nur einen Monat später wurde mitunter auch Hans Sebinger als Sicherheitsdirektor vom Innenministerium mit der Untersuchung gegen den Monarchistenverein beauftragt. Im September 1949 wurde Sebinger, der bereits vier Jahre zuvor einer der potentiellen Kandidaten für den Nationalrat gewesen war, abermals als einer der Spitzenkandidaten der ÖVP im Wahlkreis 16 (Mühlviertel) vorgestellt. Im Oktober 1949 wurde Sebinger, der auch Mitglied des Landesparteivorstandes der ÖVP Oberösterreich war, bei der Nationalratswahl 1949 in den Nationalrat gewählt und fungierte zwischen dem 8. November 1949 und dem 14. Dezember 1962 – über fünf Amtsperioden hinweg – als Abgeordneter zum Nationalrat.
Während seines Wirkens nach dem Zweiten Weltkrieg erhielt Sebinger den Berufstitel „Regierungsrat“ und arbeitete danach noch bis zum 30. Juni 1963 als Beamter der Oberösterreichischen Landesregierung, wobei er mit 1. Jänner 1956 auf Grund seiner politischen Karriere außer Dienst gestellt war.
Am 14. Juli 1981 starb er kurz vor seinem 83. Geburtstag in der oberösterreichischen Landeshauptstadt Linz.